# 高柳賢三

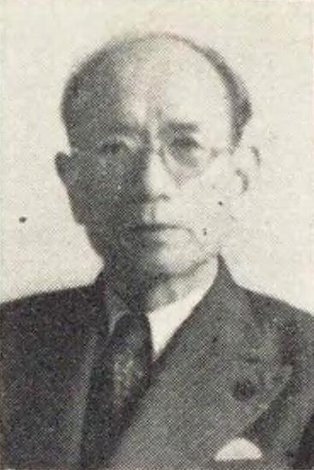
高柳賢三

高柳 賢三（たかやなぎ けんぞう、1887年（明治20年）5月11日 - 1967年（昭和42年）6月11日）は、日本の法学者。専門は英米法。位階は正三位。東京大学名誉教授。成蹊大学名誉教授。貴族院勅選議員。大正・昭和期の代表的英米法学者として知られる。弟子に末延三次、田中和夫、守屋善輝など。

## 略歴・人物
埼玉県熊谷市に生まれる。正則英語学校、府立四中、一高を経て、1912年東京帝国大学法科大学卒業。
1913年東京帝国大学大学院(旧制)中退し、東京帝国大学法科大学助教授。1921年東京帝国大学法学部教授（後に附属図書館館長兼務）を歴任した。イギリス法研究が主流であった時代に、1915年～1920年ハーバード大学ロースクールなどに留学し、違憲立法審査権などアメリカ法研究に本格的に取組んだ。ロスコー・パウンド（Roscoe Pound）翻訳でも知られる。司法権優位を唱えた。
1926年4月、太平洋問題調査会の日本支部が発足すると理事に就任した。
戦後は1945年12月24日から帝国学士院会員（1947年より日本学士院会員）。1946年6月8日、貴族院勅選議員に任じられ、研究会に所属し1947年5月2日の貴族院廃止まで在任した。
東京裁判で日本側弁護団の一人として加わり、重光葵と鈴木貞一の担当弁護人となる。1948年9月にCIEで教職不適格とされ、同年11月に東京大学依願退官。1948年12月～1949年6月仙台法経専門学校副校長。
また、1949年7月～1957年3月には成蹊大学学長を務めた。
1956年、鳩山一郎内閣下に設置された憲法調査会の会長となり、第1次岸内閣下の1957年には「憲法制定の経過に関する小委員会」において憲法の成立経緯を調査。翌1958年には渡米調査団の団長としても調査を行った。その後も、歴代の内閣で憲法調査会会長に就任し、1965年に退任。新憲法擁護の基本線を踏まえながら自衛権などで政府見解と憲法を如何に擦り合わせるかに力を振るった。
ハーバート・パッシンの勧めによって設立された「文化自由会議」に呼応する日本の組織「日本文化フォーラム」の初代会長を務める。
1964年11月3日、勲一等瑞宝章受章。1967年6月11日にヨーロッパ出張の帰路に香港で客死し、叙・正三位、賜・銀杯一組。

## 著書

### 単著
- 『新法学の基調』岩波書店、1923年11月。NDLJP:979551。
  - 『新法学の基調』（3版）岩波書店、1924年5月。NDLJP:993932。
- 『現代法律思想の研究』改造社、1927年6月。
- 『法律哲学』日本評論社〈社会科学叢書 第5編〉、1928年9月。NDLJP:1877087。
  - 新版『法律と哲学／法律の哲学』書肆心水、2022年3月。ISBN 978-4910213255
- 『法律哲学原理』岩波書店、1929年11月。NDLJP:1225596 NDLJP:1880005。
- 『独裁政と法律思想 現代欧米の法律思潮』河出書房、1938年4月。NDLJP:1222044 NDLJP:1875045。
- 『英米法源理論』有斐閣〈英米法講義 第1巻〉、1938年7月。ISBN 9784641615168。
  - 『英米法源理論』（全訂改版）有斐閣〈英米法講義 第1巻〉、1941年8月。ISBN 9784641617193。
  - 『英米法源理論』（増補版）有斐閣〈英米法講義 第1巻〉、1942年11月。ISBN 9784641618084。
  - 『英米法源理論』（5版）有斐閣〈英米法講義 第1巻〉、1948年8月。ISBN 9784641620353。
  - 『英米法源理論〔学生版〕』（全訂版）有斐閣〈英米法講義 第1巻〉、1956年12月。ISBN 9784641625549。
  - 『英米法源理論』（全訂版）有斐閣〈英米法講義 第1巻〉、1957年11月。ISBN 9784641903074。
- 『随筆集 三つの会話』文藝春秋社、1941年3月。NDLJP:1123493 NDLJP:1908983。
- 『英国法に於けるキングの地位』日本法理研究会〈日本法理叢書 第9輯〉、1941年7月。NDLJP:1875452。
- 『米英の法律思潮』海口書店、1948年3月。
- 『英国公法の理論』有斐閣〈英米法講義 第2巻〉、1948年9月。ISBN 9784641903081。
- 『司法権の優位 理論と実際』有斐閣〈英米法講義 第3巻〉、1948年9月。ISBN 9784641620407。
  - 『司法権の優位 理論と実際』（増訂版）有斐閣〈英米法講義 第3巻〉、1958年10月。ISBN 9784641903098。
- 『極東裁判と国際法 極東国際軍事裁判所における弁論』有斐閣、1948年11月。ISBN 9784641902121。
  - 『極東裁判と国際法 極東国際軍事裁判所における弁論』書肆心水、2019年10月。ISBN 9784906917969。
- 『英米法の基礎』有斐閣〈英米法講義 第4巻〉、1954年8月。ISBN 9784641903104。
  - 『英米法の歴史と精神』書肆心水、2021年1月。ISBN 978-4910213231。[8]
- 『天皇・憲法第九条』有紀書房、1963年5月。
  - 『天皇・憲法第九条』書肆心水、2019年8月。ISBN 978-4906917945。

### 編著
- 『学生日米会談』日本英語学生協会、1939年12月。

### 訳書
- パウンド『法律史観』岩波書店、1931年3月。

### 共編著
- 高柳賢三、末延三次共編 編『英米法の基本概念及び制度』有斐閣〈英米法教材 第1巻〉、1932年6月。ISBN 9784641612334。
- 高柳賢三・末延三次共 編『信託法』有斐閣〈英米法教材 第6巻〉、1933年10月。ISBN 9784641612839。
  - 高柳賢三・末延三次共 編『信託法』（増訂3版）有斐閣〈英米法教材 第6巻〉、1946年11月。ISBN 9784641619579。
- 高柳賢三・末延三次共 編『英米契約法』有斐閣〈英米法教材 第2巻〉、1934年4月。ISBN 9784641613041。
- 高柳賢三・末延三次編集代表 編『英米法辞典』有斐閣、1952年10月。ISBN 9784641000018。
- ラダ・ビノード・パール、高柳賢三、田中正明『法の支配』世界連邦建設同盟〈世連研究 No.26 v.8 no.1〉、1967年7月。
- 高柳, 賢三、大友, 一郎、田中, 英夫編著 編『日本国憲法制定の過程 連合国総司令部側の記録による I』有斐閣、1972年11月。ISBN 9784641904897。
- 高柳賢三・大友一郎・田中英夫 編『日本国憲法制定の過程 連合国総司令部側の記録による II』有斐閣、1972年11月。ISBN 9784641904903。
  - 高柳賢三・大友一郎・田中英夫 編『日本国憲法制定の過程 1・2セット』有斐閣、1995年9月。ISBN 9784641028494。

### 共訳
- パウンド 著、高柳賢三・岩田新 訳『法と道徳』岩波書店、1929年2月。